# Провинција Бузен
Бузен (јап. 豊前国) је једна од 66 историјских провинција Јапана, која је постојала од почетка 8. века (закон Таихо из 703. године) до Мејџи реформи у другој половини 19. века. Бузен се налазио на северној обали острва Кјушу.
Царским декретом од 29. августа 1871. све постојеће провинције замењене су префектурама. Територија Бузена припада данашњој префектури Фукуока и малим делом префектури Оита.

## Географија
Бузен је североисточна од девет провинција острва Кјушу. На североистоку је излазио на Унутрашње море. На југу се граничио са провинцијом Бунго, а на западу са провинцијом Чикузен.